# Campionato del mondo di scacchi 1907
Il campionato del mondo di scacchi 1907 fu conteso tra il campione in carica Emanuel Lasker e lo sfidante Frank Marshall, e si svolse in varie città degli Stati Uniti tra il 26 gennaio e il 6 aprile. Lasker confermò il suo titolo sconfiggendo il suo avversario per otto vittorie a zero.

## Storia
Dopo aver difeso con successo il suo titolo nel 1897 contro Wilhelm Steinitz, Lasker si ritirò quasi dagli scacchi, giocando in pochi tornei. Diverse sfide gli furono rivolte negli anni successivi: proposte vennero dallo stesso Marshall e da Siegbert Tarrasch nel 1904, così come da Géza Maróczy nel 1905, ma non furono poi concretizzate a causa del mancato accordo sulle condizioni economiche.

## Risultati
Il match fu giocato al meglio delle otto vittorie. Fu disputato tra New York, Philadelphia, Washington, Baltimora, Chicago e Memphis.
|                                     | 1 | 2 | 3 | 4 | 5 | 6 | 7 | 8 | 9 | 10 | 11 | 12 | 13 | 14 | 15 | Punti | Vittorie |
| ----------------------------------- | - | - | - | - | - | - | - | - | - | -- | -- | -- | -- | -- | -- | ----- | -------- |
| Emanuel Lasker ( Germania)          | 1 | 1 | 1 | ½ | ½ | ½ | ½ | 1 | ½ | ½  | ½  | 1  | 1  | 1  | 1  | 11,5  | 8        |
| Frank James Marshall ( Stati Uniti) | 0 | 0 | 0 | ½ | ½ | ½ | ½ | 0 | ½ | ½  | ½  | 0  | 0  | 0  | 0  | 3,5   | 0        |